# Маја и ванземаљац
„Маја и ванземаљац” (словен. Maja in vesoljček) је југословенски и словеначки филм први пут приказан 25. јуна 1988. године. Режирао га је Јане Кавчич који је заједно са Емилом Филипчичем написао и сценарио.

## Улоге
| Глумац          | Улога     |
| --------------- | --------- |
| Дарио Ајдовец   |           |
| Марко Дерганц   |           |
| Макс Фуријан    |           |
| Весна Јевникар  | Учитељица |
| Ана Папез       |           |
| Ратко Ристић    | Тарзан    |
| Антон Терпин    | Мамбо     |
| Милена Зупанчић |           |